# La Chaulme
La Chaulme település Franciaországban, Puy-de-Dôme megyében. Lakosainak száma 116 fő (2022. január 1.). La Chaulme La Chapelle-en-Lafaye, Montarcher, Saint-Jean-Soleymieux, Saillant, Saint-Clément-de-Valorgue és Saint-Romain községekkel határos.

## Népesség
A település népességének változása:
| Lakosok száma | 124  | 120  | 121  | 115  | 113  | 113  | 113  | 113  | 116  |
|               | 2013 | 2015 | 2016 | 2017 | 2018 | 2019 | 2020 | 2021 | 2022 |